# Ramón Torras
Ramón Torras i Figueras was een Spaans motorcoureur.
Ramón Torras was de jongste van vier broers. Hij bracht zijn jeugd door in Sabadell, waar hij met zijn ouders woonde. Al op jonge leeftijd werd hij aangetrokken door techniek en motorfietsen en hij werkte in de werkplaats van coureur Joan Sobrepera, die zich specialiseerde in heuvelklimwedstrijden en lange-afstandsraces. 

## Carrière

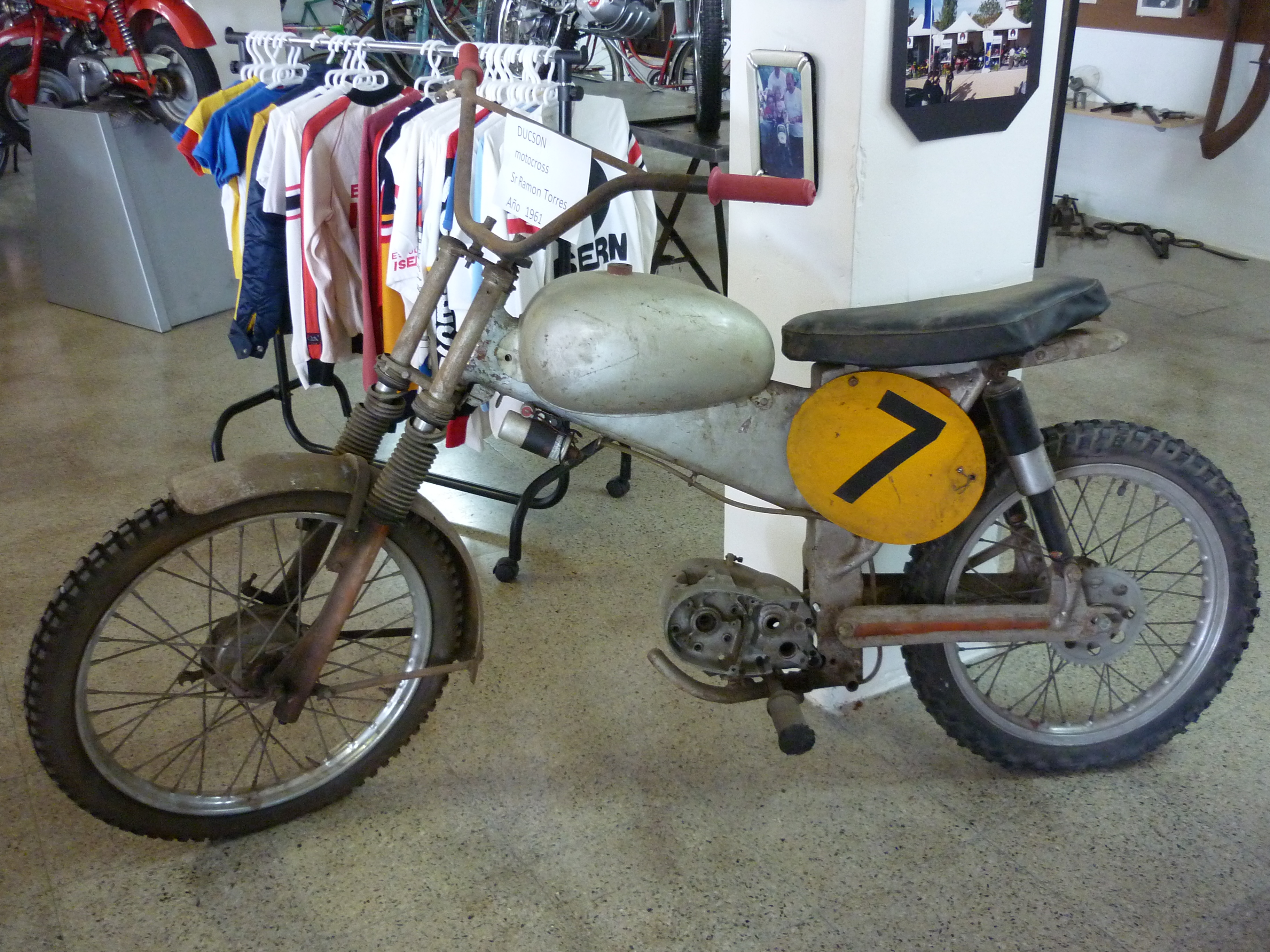
Ducson 75cc-crosser van Ramón Torras

In juni 1960, toen hij zestien jaar oud was, won hij met een Ducson al een motorcross in Sabadell. Sobrepera introduceerde hem in de wegrace. Zijn prestaties leverde hem al snel een fabriekscontract op met het in Barcelona gevestigde merk Bultaco. In 1961 won hij vier nationale kampioenschapsraces. In 1962 werd hij Spaans 125cc-kampioen en hij won ook zijn eerste internationale race op Snetterton. 

### Wereldkampioenschap wegrace

#### 1962
Hij debuteerde in het seizoen 1962 in het wereldkampioenschap wegrace, als eerste in de Spaanse Grand Prix. In de officiële 125cc-Grand Prix viel hij uit, maar hij won wel de Spaanse nationale 125cc-race die aan de Grand Prix voorafging. In dit jaar reed hij nog enkele GP's, maar hij viel steeds uit, in de GP des Nations door een valpartij. Hij werd in dit jaar 125cc-kampioen van Spanje. 

#### 1963
Ook in 1963 won hij enkele races in het Spaans kampioenschap, maar ook de internationale 125cc-race in Modena, de eerste internationale overwinning voor de Bultaco TSS 125. In de GP des Nations viel hij terwijl hij op de derde plaats lag. Op het circuit van Pau kwam hij hard ten val. Zijn verwondingen waren zo ernstig dat hij vijf maanden niet kon racen. 

#### 1964
In 1964 won hij twee landstitels in de 125cc-klasse, een in de 175cc-klasse en een in de 250cc-klasse. In de Italiaanse internationale voorjaarsraces werd hij in Monza tweede in de 125cc-klasse, in Cesenatico derde en in de 250cc-race van San Remo won hij. Hij won ook de 250cc-race in Albi en de 125cc-race in Pau. Bultaco stuurde hem naar de Ulster Grand Prix, waar hij als zesde zijn eerste WK-punt scoorde.
Intussen dwong hij bewondering af van zijn meer ervaren collega's, die werden verslagen door een jonge coureur met de niet al te snelle Bultaco. Die machine kon zich niet meten met een Ducati 125 Trialbero, een Honda 2RC 146, een Mondial 125 Bialbero, een Suzuki RT 64 of zelfs met productieracers als de Honda CR 93, de Mondial 125 Monoalbero en de Ducati 125 Bialbero. Zijn contract met Bultaco liep nog door tot eind 1965, maar Torras kreeg al aanbiedingen van Honda, MV Agusta, Kreidler en Benelli. 

#### 1965
Aan het begin van het seizoen 1965 werd hij tweede in Cervia en in Imola. In de GP van Duitsland eindigde hij als derde in de 125- en in de 250cc-klasse. In de GP van Spanje viel hij in de 125cc-klasse uit, maar in de 250cc-klasse werd hij tweede. 

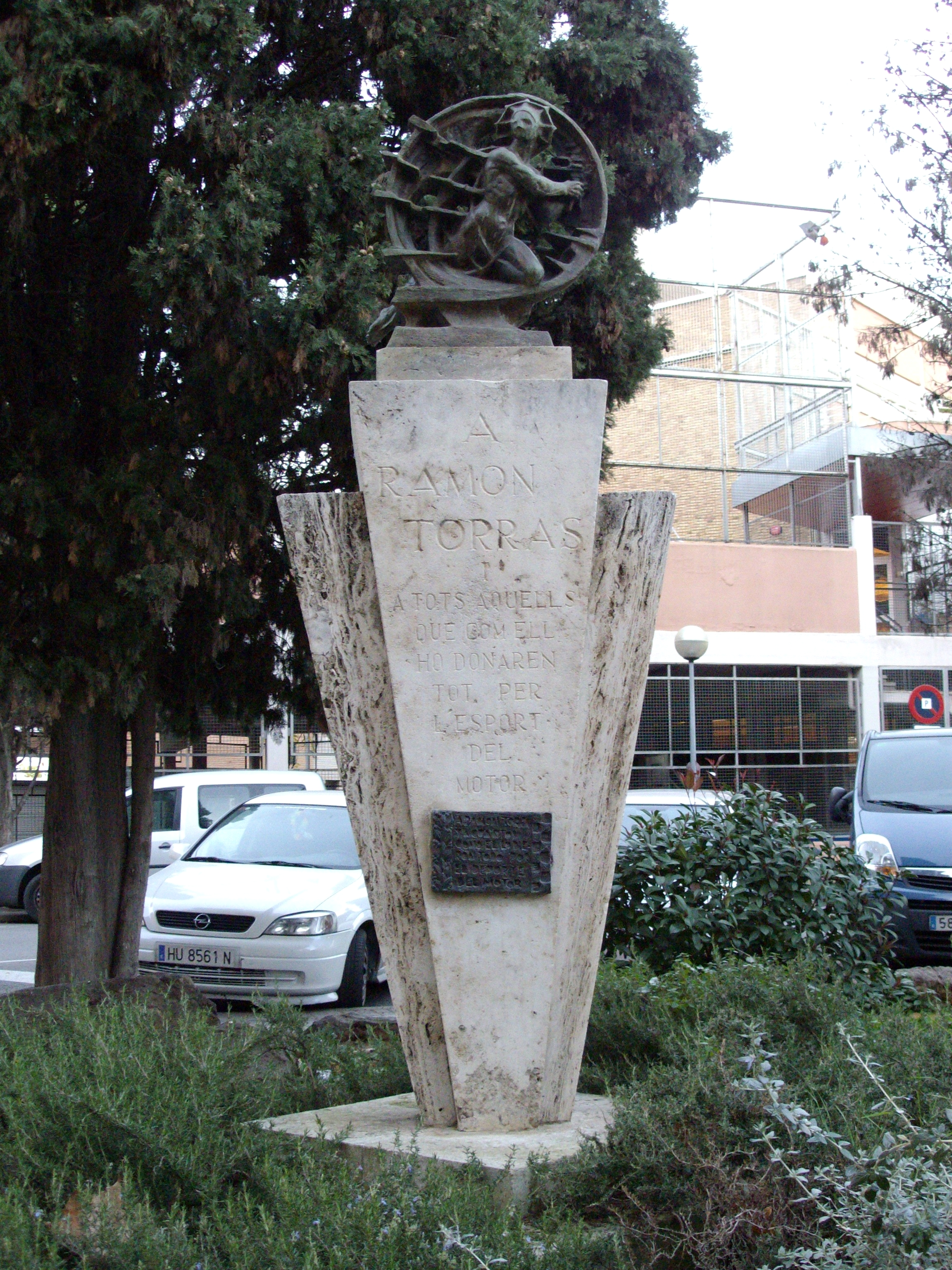
Monument voor Ramón Torras in Sabadell.

## Overlijden
Op 30 mei 1965 reed Ramón Torras een nationale wedstrijd op een stratencircuit in El Vendrell. Voor hem was de race bedoeld om de machines voor de TT van Man te testen. De 125cc-race had slechts vijf deelnemers, maar Torras startte slecht waardoor hij een inhaalrace moest rijden. Daarbij kwam hij ten val, maar hij kon nog verder rijden en passeerde zijn concurrenten een voor een. Enkele ronden voor het einde viel hij opnieuw. Hij werd naar het plaatselijke ziekenhuis gebracht en daarna naar de Clinica Monegal in Tarragona, waar zijn dood werd vastgesteld.
Ramón Torras werd begraven in Sabadell.

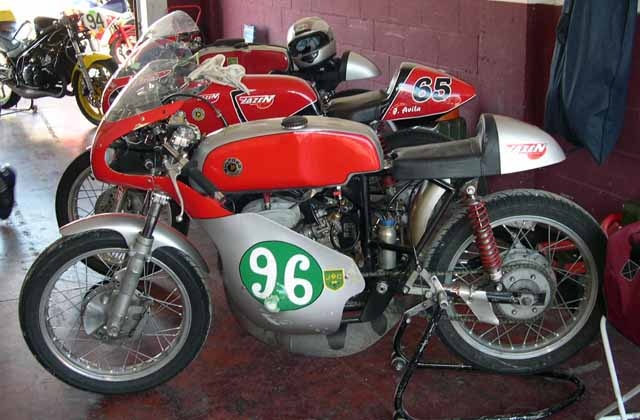
Bultaco TSS 250

## Wereldkampioenschap wegrace resultaten
| Jaar | Klasse | Team    | Motorfiets      | 1       | 2     | 3       | 4     | 5     | 6     | 7     | 8     | 9       | 10      | 11    | 12    | 13    | Punten | Plaats | Wereldkampioen              |
| ---- | ------ | ------- | --------------- | ------- | ----- | ------- | ----- | ----- | ----- | ----- | ----- | ------- | ------- | ----- | ----- | ----- | ------ | ------ | --------------------------- |
| 1962 | 125 cc | Bultaco | Bultaco TSS 125 | SPA DNF | FRA - | IOM DNF | NED - | BEL - | DUI - | ULS - | DDR - | NAT DNF | FIN -   | ARG - |       |       | 0      | -      | Luigi Taveri, Honda RC 145  |
| 1963 | 125 cc | Bultaco | Bultaco TSS 125 | SPA -   | DUI - | FRA -   | IOM - | NED - | BEL - | ULS - | DDR - | FIN -   | NAT DNF | ARG - | JAP - |       | 0      | -      | Hugh Anderson, Suzuki RT 63 |
| 1964 | 125 cc | Bultaco | Bultaco TSS 125 | VST -   | SPA - | FRA -   | IOM - | NED - | BEL - | DUI - | DDR - | ULS 6   | FIN -   | NAT - | JAP - |       | 1      | 24e    | Luigi Taveri, Honda 2RC 146 |
| 1965 | 125 cc | Bultaco | Bultaco TSS 125 | VST -   | DUI 3 | SPA DNF | FRA - | IOM - | NED - |       | DDR - | TSL -   | ULS -   | FIN - | NAT - | JAP - | 4      | 15e    | Hugh Anderson, Suzuki RT 65 |
| 1965 | 250 cc | Bultaco | Bultaco TSS 250 | VST -   | DUI 3 | SPA 2   | FRA - | IOM - | NED - | BEL - | DDR - | TSL -   | ULS -   | FIN - | NAT - | JAP - | 10     | 8e     | Phil Read Yamaha RD 56      |